# Dextroamfetamin
Dextroamfetamin (INN dexamfetamin) je amfetamin a vysoce návykový stimulant, který se dříve využíval ke zvýšení výkonnosti. V lékové formě často figuruje jeho sůl, dextroamfetaminsulfát.

## Historie
V třicátých letech 20. století se dextroamfetamin (po boku jiných amfetaminů) užíval na hubnutí a mnozí uživatelé na nich začali být závislí. Během druhé světové války je užívali vojáci obou stran, proti únavě a ke zvýšení pozornosti. K podobným účelům je využívali i lidé za frontou pracující např. ve fyzicky náročných zaměstnáních v továrnách, ale také řidiči nákladních vozů či studující mladí lidé. Na prahu 21. století se dextroamfetamin používá již mnohem střízlivěji, nicméně pod názvy Dexedrin či DextroStat se někdy předepisuje k léčbě narkolepsie či hyperkinetické poruchy. Je též součástí směsi amfetaminů označované jako adderall. Zneužívání dextroamfetaminů jako psychostimulantů má celou řadu vedlejších účinků a může dokonce vést k tzv. amfetaminové psychóze.
Přesto je dodnes používají např. američtí vojenští piloti ke zvýšení koncentrace a k omezení únavy. Drogu označují názvem „copilot“ (kopilot) a existují ověřené zprávy o jejich širokém používání např. v průběhu operace Pouštní bouře. Udává se, že jeden z pilotů díky dextroamfetaminům zůstal vzhůru nepřetržitě 64 hodin. Droga zvyšuje pozornost, krátkodobou paměť a zkracuje reakční čas. Její užívání však bylo pozorovateli dáváno do souvislosti s některými chybami, jichž se jednotlivci během této války dopustili.